# Pajinian
Pajinian is een bestuurslaag in het regentschap Flores Timur van de provincie Oost-Nusa Tenggara, Indonesië. Pajinian telt 1076 inwoners (volkstelling 2010).